# Hermannia pseudathiensis
Hermannia pseudathiensis är en malvaväxtart som beskrevs av Martin Roy Cheek. Hermannia pseudathiensis ingår i släktet Hermannia och familjen malvaväxter. Inga underarter finns listade i Catalogue of Life.